# Torneo Anual 2023 de Primera División (Liga Chacarera)
El Torneo Anual Clasificatorio 2023 de Primera División, organizado por la Liga Chacarera de Fútbol, fue el primer y único torneo de la temporada 2023 en dicha categoría. Inició el 14 de abril y finalizó en el 30 de septiembre.
Lo disputaron los once equipos pertenecientes a dicha división. El campeón obtuvo la clasificación al Torneo Regional Federal Amateur.
Los nuevos equipos participantes fueron los dos equipos ascendidos de la Primera B 2022: el campeón del Apertura y Anual, Villa Dolores, que regresó tras su última participación en la temporada 2018, y Obreros de San Isidro, ganador del Petit Torneo, que formará parte de la categoría después de haberlo hecho por última vez en la temporada 2019.
El sorteo del fixture se llevó a cabo el 3 de abril en la sede de San Martín de El Bañado.
Consagró campeón al Club Atlético San Martín de El Bañado, bajo la dirección técnica de Gustavo Quinteros. Clasificó, así, al Torneo Regional Federal Amateur 2023-24.
Por otro lado, el Club Obreros de San Isidro se quedó con uno de los cupos para disputar el Torneo Provincial 2024, tras haber conseguido el Petit Torneo.

## Formato
Torneo Anual 2023
Los 11 equipos jugaron 20 partidos cada uno a lo largo de 22 fechas, en dos ruedas de 11 fechas, bajo el sistema de todos contra todos. En este torneo se usará el sistema de puntos, de acuerdo a la reglamentación de la Internacional F. A. Board, asignándose tres puntos al equipo que resulte ganador, un punto a cada uno en caso de empate y cero puntos al perdedor.
El equipo que se ubique en el 1.º puesto de la Tabla de Posiciones, se consagrará campeón y obtendrá la plaza al Torneo Regional Federal Amateur 2023-24.
Para los descensos, se determinó que los equipos ubicados en la última posición de la tabla de posiciones y de la tabla de promedios perderán la categoría de forma directa.
En el caso de que un mismo equipo se ubique en la última posición de ambas tablas, descenderá el equipo que se encuentre en el 10.º puesto de la tabla de promedios.
El orden de clasificación de los equipos, se determinará en una tabla de cómputo general, de la siguiente manera:
- 1) Mayor cantidad de puntos.
- 2) Mejor performance en los partidos que se enfrentaron entre sí; en caso de igualdad;
- 3) Mayor diferencia de goles; en caso de igualdad;
- 4) Mayor cantidad de goles a favor; en caso de igualdad;
- 5) Sorteo.

En caso de que la igualdad, sea de más de dos equipos, esta se dejará reducida a dos clubes, de acuerdo al orden de clasificación de los equipos determinado anteriormente.
Petit Torneo
Lo jugaron los 4 equipos clasificados del 2.º al 5.º lugar de la tabla de posiciones. Los cruces fueron determinados mediante sorteo. Se desarrollará mediante el sistema de eliminación directa, a un solo partido. En caso de persistir la igualdad en los 90' de juego se definirá mediante tiros desde el punto penal.
El equipo ganador se adjudicará el derecho de participar en el Torneo Provincial 2024.

## Ascensos y descensos
| Pos.       | Descendidos de la Primera División 2022 |
| ---------- | --------------------------------------- |
| 10.º Prom. | Independiente (San Antonio)             |
| 11.º Pos.  | La Tercena                              |

| Pos.          | Ascendido de la Primera B 2022 |
| ------------- | ------------------------------ |
| Campeón Anual | Villa Dolores                  |
| Ganador Petit | Obreros de San Isidro          |

## Equipos participantes
| Nombre del club                                 | Ciudad                              | Departamento        | Fundación                |
| ----------------------------------------------- | ----------------------------------- | ------------------- | ------------------------ |
| Club Ateneo Mariano Moreno                      | Villa Dolores                       | Valle Viejo         | 17 de julio de 1941      |
| Club Deportivo Coronel Daza                     | Banda de Varela                     | Capital             | 12 de octubre de 1930    |
| Club Defensores de Esquiú                       | San José de Piedra Blanca           | Fray Mamerto Esquiú | 27 de noviembre de 1943  |
| Club Social y Deportivo La Merced               | La Merced                           | Paclín              | 25 de mayo de 1936       |
| Club Social, Cultural y Deportivo Las Pirquitas | Las Pirquitas                       | Fray Mamerto Esquiú | 17 de enero de 1983      |
| Club Social, Cultural y Deportivo El Auténtico  | San Fernando del Valle de Catamarca | Capital             | 29 de septiembre de 1993 |
| Club Sportivo Los Sureños                       | Pozo El Mistol                      | Valle Viejo         | 5 de junio de 1959       |
| Club Obreros de San Isidro                      | San Isidro                          | Valle Viejo         | 6 de octubre de 1932     |
| Club Atlético San Martín                        | El Bañado                           | Valle Viejo         | 3 de abril de 1942       |
| Club Sportivo Social Rojas                      | Santa Rosa                          | Valle Viejo         | 25 de junio de 1933      |
| Club Sportivo Villa Dolores                     | Villa Dolores                       | Valle Viejo         | 18 de junio de 1933      |

### Distribución geográfica de los equipos
| Departamento        | Cant. | Equipos |
| ------------------- | ----- | --- |
| Valle Viejo         | 6     | Ateneo Mariano Moreno, Los Sureños, Obreros de San Isidro, San Martín (El Bañado), Social Rojas y Sportivo Villa Dolores |
| Fray Mamerto Esquiú | 2     | Defensores de Esquiú y Deportivo Las Pirquitas                                                                           |
| Capital             | 2     | Coronel Daza y El Auténtico                                                                                              |
| Paclín              | 1     | Deportivo La Merced |

## Estadios
| | | | | |
| | | | | |
| Estadio Primo Antonio Prevedello Ciudad: San Isidro Capacidad: 6 000 espectadores Propietario: Liga Chacarera de Fútbol | Estadio Jorge César Vargas Ciudad: Banda de Varela Capacidad: 1 500 espectadores Propietario: Club Deportivo Coronel Daza | Estadio Diego Armando Maradona Ciudad: La Merced Capacidad: 1 000 espectadores Propietario: Club Social y Deportivo La Merced | Estadio Defensores de Esquiú Ciudad: San José de Piedra Blanca Capacidad: 800 espectadores Propietario: Club Defensores de Esquiú | Estadio Las Pirquitas Ciudad: Villa Las Pirquitas Capacidad: 500 espectadores Propietario: Club S. C. y Deportivo Las Pirquitas |

## Competición

### Tabla de posiciones
| Pos. | Equipo                      | Pts. | PJ | PG | PE | PP | GF | GC | Dif. |
| ---- | --------------------------- | ---- | -- | -- | -- | -- | -- | -- | ---- |
| 1.º  | San Martín (El Bañado)      | 40   | 20 | 12 | 4  | 4  | 30 | 23 | 7    |
| 2.º  | Coronel Daza (*)            | 40   | 20 | 12 | 4  | 4  | 42 | 22 | 20   |
| 3.º  | Obreros de San Isidro       | 36   | 20 | 10 | 6  | 4  | 45 | 23 | 22   |
| 4.º  | Sportivo Villa Dolores (**) | 33   | 20 | 9  | 6  | 5  | 39 | 29 | 10   |
| 5.º  | Defensores de Esquiú        | 29   | 20 | 8  | 5  | 7  | 32 | 22 | 10   |
| 6.º  | Los Sureños                 | 28   | 20 | 7  | 7  | 6  | 31 | 28 | 3    |
| 7.º  | Deportivo La Merced         | 28   | 20 | 8  | 4  | 8  | 45 | 51 | −6   |
| 8.º  | Social Rojas                | 26   | 20 | 7  | 5  | 8  | 26 | 32 | −6   |
| 9.º  | El Auténtico                | 21   | 20 | 5  | 6  | 9  | 28 | 37 | −9   |
| 10.º | Ateneo Mariano Moreno       | 12   | 20 | 3  | 3  | 14 | 28 | 49 | −21  |
| 11.º | Deportivo Las Pirquitas     | 10   | 20 | 2  | 4  | 14 | 24 | 54 | −30  |

|  | Campeón. Clasificó al Torneo Regional Federal Amateur 2023-24. |
|  | Clasificaron al Petit Torneo 2023.                             |
|  | Descendió a la Primera B 2024.                                 |

|  |

#### Evolución de las posiciones

##### Primera rueda
| Equipo / Fecha          | 1  | 2  | 3  | 4  | 5  | 6  | 7  | 8  | 9  | 10 | 11 |
| ----------------------- | -- | -- | -- | -- | -- | -- | -- | -- | -- | -- | -- |
| Ateneo Mariano Moreno   | 8  | 9  | 10 | 11 | 11 | 11 | 11 | 11 | 11 | 11 | 11 |
| Coronel Daza            | 5  | 7  | 9  | 6  | 5  | 3  | 3  | 3  | 3  | 5  | 2  |
| Defensores de Esquiú    | 1  | 3  | 2  | 2  | 4  | 6  | 6  | 4  | 4  | 1  | 4  |
| Deportivo La Merced     | 5  | 6  | 8  | 9  | 10 | 7  | 9  | 7  | 6  | 6  | 5  |
| Deportivo Las Pirquitas | 11 | 8  | 5  | 8  | 8  | 9  | 10 | 10 | 10 | 10 | 10 |
| El Auténtico            | 9  | 4  | 3  | 7  | 7  | 8  | 7  | 8  | 9  | 9  | 9  |
| Los Sureños             | 3  | 1  | 1  | 1  | 1  | 1  | 1  | 1  | 1  | 3  | 7  |
| Obreros de San Isidro   | 10 | 10 | 11 | 10 | 9  | 10 | 8  | 9  | 8  | 8  | 8  |
| San Martín (El Bañado)  | 7  | 11 | 7  | 5  | 6  | 5  | 5  | 5  | 7  | 4  | 1  |
| Social Rojas            | 2  | 1  | 4  | 4  | 3  | 4  | 4  | 6  | 5  | 7  | 3  |
| Sportivo Villa Dolores  | 4  | 5  | 6  | 3  | 2  | 2  | 2  | 2  | 2  | 2  | 6  |

| 1. 2. 3. 4. |

##### Segunda rueda
| Equipo / Fecha          | 12 | 13 | 14 | 15 | 16 | 17 | 18 | 19 | 20 | 21 | 22 |
| ----------------------- | -- | -- | -- | -- | -- | -- | -- | -- | -- | -- | -- |
| Ateneo Mariano Moreno   | 11 | 11 | 11 | 11 | 11 | 11 | 11 | 10 | 10 | 10 | 10 |
| Coronel Daza            | 1  | 1  | 2  | 1  | 1  | 1  | 1  | 1  | 1  | 2  | 2  |
| Defensores de Esquiú    | 6  | 7  | 7  | 7  | 7  | 7  | 8  | 7  | 8  | 7  | 5  |
| Deportivo La Merced     | 7  | 8  | 8  | 8  | 8  | 6  | 7  | 5  | 7  | 8  | 7  |
| Deportivo Las Pirquitas | 10 | 10 | 10 | 10 | 10 | 10 | 10 | 11 | 11 | 11 | 11 |
| El Auténtico            | 9  | 9  | 9  | 9  | 9  | 9  | 9  | 9  | 9  | 9  | 9  |
| Los Sureños             | 4  | 4  | 3  | 4  | 6  | 4  | 5  | 6  | 5  | 5  | 6  |
| Obreros de San Isidro   | 5  | 5  | 6  | 5  | 4  | 3  | 2  | 3  | 4  | 3  | 3  |
| San Martín (El Bañado)  | 2  | 2  | 1  | 2  | 3  | 8  | 6  | 8  | 2  | 1  | 1  |
| Social Rojas            | 3  | 3  | 4  | 6  | 5  | 5  | 4  | 4  | 6  | 6  | 8  |
| Sportivo Villa Dolores  | 8  | 6  | 5  | 3  | 2  | 2  | 3  | 2  | 3  | 4  | 4  |

| 1. 2. |

     Equipo libre de la fecha.

### Resultados

#### Primera rueda
| Fecha 1                              | Fecha 1   | Fecha 1               | Fecha 1                  | Fecha 1     | Fecha 1 |
| Local                                | Resultado | Visita                | Estadio                  | Fecha       | Hora    |
| ------------------------------------ | --------- | --------------------- | ------------------------ | ----------- | ------- |
| Social Rojas                         | 3 - 2     | Ateneo Mariano Moreno | Primo Antonio Prevedello | 14 de abril | 16:45   |
| Defensores de Esquiú                 | 4 - 0     | Las Pirquitas         | Defensores de Esquiú     | 15 de abril | 16:00   |
| Los Sureños                          | 2 - 1     | El Auténtico          | Primo Antonio Prevedello | 16 de abril | 16:45   |
| Villa Dolores                        | 1 - 0     | Obreros de San Isidro | Primo Antonio Prevedello | 19 de abril | 16:00   |
| Coronel Daza                         | 1 - 1     | La Merced             | Jorge César Vargas       | 19 de abril | 16:00   |
| Equipo Libre: San Martín (El Bañado) |           |                       |                          |             |         |

| Fecha 2                            | Fecha 2   | Fecha 2                | Fecha 2                  | Fecha 2     | Fecha 2 |
| Local                              | Resultado | Visita                 | Estadio                  | Fecha       | Hora    |
| ---------------------------------- | --------- | ---------------------- | ------------------------ | ----------- | ------- |
| El Auténtico                       | 4 - 2     | San Martín (El Bañado) | Primo Antonio Prevedello | 21 de abril | 16:45   |
| Las Pirquitas                      | 1 - 1     | Social Rojas           | Las Pirquitas            | 22 de abril | 15:45   |
| La Merced                          | 2 - 2     | Los Sureños            | Diego Armando Maradona   | 22 de abril | 16:00   |
| Ateneo Mariano Moreno              | 2 - 4     | Villa Dolores          | Primo Antonio Prevedello | 3 de mayo   | 16:00   |
| Obreros de San Isidro              | 1 - 2     | Coronel Daza           | Primo Antonio Prevedello | 17 de mayo  | 16:00   |
| Equipo Libre: Defensores de Esquiú |           |                        |                          |             |         |

| Fecha 3                    | Fecha 3   | Fecha 3               | Fecha 3                  | Fecha 3     | Fecha 3 |
| Local                      | Resultado | Visita                | Estadio                  | Fecha       | Hora    |
| -------------------------- | --------- | --------------------- | ------------------------ | ----------- | ------- |
| San Martín (El Bañado)     | 1 - 0     | La Merced             | Primo Antonio Prevedello | 28 de abril | 16:30   |
| Las Pirquitas              | 2 - 1     | Ateneo Mariano Moreno | Las Pirquitas            | 29 de abril | 16:00   |
| Defensores de Esquiú       | 2 - 2     | El Auténtico          | Defensores de Esquiú     | 29 de abril | 16:00   |
| Los Sureños                | 2 - 1     | Obreros de San Isidro | Primo Antonio Prevedello | 29 de abril | 16:30   |
| Coronel Daza               | 4 - 1     | Villa Dolores         | Jorge César Vargas       | 10 de mayo  | 16:00   |
| Equipo Libre: Social Rojas |           |                       |                          |             |         |

| Fecha 4                     | Fecha 4   | Fecha 4                | Fecha 4                  | Fecha 4   | Fecha 4 |
| Local                       | Resultado | Visita                 | Estadio                  | Fecha     | Hora    |
| --------------------------- | --------- | ---------------------- | ------------------------ | --------- | ------- |
| El Auténtico                | 1 - 2     | Social Rojas           | Primo Antonio Prevedello | 5 de mayo | 16:00   |
| Villa Dolores               | 0 - 0     | Los Sureños            | Primo Antonio Prevedello | 6 de mayo | 14:00   |
| Obreros de San Isidro       | 0 - 1     | San Martín (El Bañado) | Primo Antonio Prevedello | 6 de mayo | 16:00   |
| Ateneo Mariano Moreno       | 2 - 5     | Coronel Daza           | Primo Antonio Prevedello | 7 de mayo | 14:00   |
| La Merced                   | 0 - 4     | Defensores de Esquiú   | Diego Armando Maradona   | 7 de mayo | 14:00   |
| Equipo Libre: Las Pirquitas |           |                        |                          |           |         |

| Fecha 5                             | Fecha 5   | Fecha 5               | Fecha 5                  | Fecha 5    | Fecha 5 |
| Local                               | Resultado | Visita                | Estadio                  | Fecha      | Hora    |
| ----------------------------------- | --------- | --------------------- | ------------------------ | ---------- | ------- |
| Social Rojas                        | 2 - 2     | La Merced             | Primo Antonio Prevedello | 12 de mayo | 16:15   |
| Las Pirquitas                       | 2 - 2     | El Auténtico          | Las Pirquitas            | 13 de mayo | 15:45   |
| Defensores de Esquiú                | 1 - 3     | Obreros de San Isidro | Defensores de Esquiú     | 13 de mayo | 16:00   |
| Los Sureños                         | 2 - 1     | Coronel Daza          | Primo Antonio Prevedello | 13 de mayo | 16:15   |
| San Martín (El Bañado)              | 0 - 2     | Villa Dolores         | Primo Antonio Prevedello | 14 de mayo | 16:15   |
| Equipo Libre: Ateneo Mariano Moreno |           |                       |                          |            |         |

| Fecha 6                    | Fecha 6   | Fecha 6                | Fecha 6                  | Fecha 6    | Fecha 6 |
| Local                      | Resultado | Visita                 | Estadio                  | Fecha      | Hora    |
| -------------------------- | --------- | ---------------------- | ------------------------ | ---------- | ------- |
| Ateneo Mariano Moreno      | 1 - 3     | Los Sureños            | Primo Antonio Prevedello | 19 de mayo | 16:15   |
| La Merced                  | 4 - 0     | Las Pirquitas          | Diego Armando Maradona   | 20 de mayo | 15:45   |
| Villa Dolores              | 0 - 0     | Defensores de Esquiú   | Primo Antonio Prevedello | 20 de mayo | 16:15   |
| Coronel Daza               | 0 - 2     | San Martín (El Bañado) | Jorge César Vargas       | 21 de mayo | 16:00   |
| Obreros de San Isidro      | 1 - 1     | Social Rojas           | Primo Antonio Prevedello | 21 de mayo | 16:15   |
| Equipo Libre: El Auténtico |           |                        |                          |            |         |

| Fecha 7                 | Fecha 7   | Fecha 7               | Fecha 7                  | Fecha 7    | Fecha 7 |
| Local                   | Resultado | Visita                | Estadio                  | Fecha      | Hora    |
| ----------------------- | --------- | --------------------- | ------------------------ | ---------- | ------- |
| San Martín (El Bañado)  | 1 - 1     | Los Sureños           | Primo Antonio Prevedello | 26 de mayo | 16:15   |
| El Auténtico            | 3 - 1     | Ateneo Mariano Moreno | Jorge César Vargas       | 28 de mayo | 14:15   |
| Las Pirquitas           | 2 - 3     | Obreros de San Isidro | Las Pirquitas            | 28 de mayo | 15:30   |
| Social Rojas            | 1 - 1     | Villa Dolores         | Jorge César Vargas       | 28 de mayo | 16:15   |
| Defensores de Esquiú    | 1 - 1     | Coronel Daza          | Defensores de Esquiú     | 28 de mayo | 16:15   |
| Equipo Libre: La Merced |           |                       |                          |            |         |

| Fecha 8                             | Fecha 8   | Fecha 8                | Fecha 8                  | Fecha 8    | Fecha 8 |
| Local                               | Resultado | Visita                 | Estadio                  | Fecha      | Hora    |
| ----------------------------------- | --------- | ---------------------- | ------------------------ | ---------- | ------- |
| Villa Dolores                       | 2 - 0     | Las Pirquitas          | Primo Antonio Prevedello | 3 de junio | 14:00   |
| Coronel Daza                        | 2 - 0     | Social Rojas           | Jorge César Vargas       | 3 de junio | 15:30   |
| La Merced                           | 1 - 0     | El Auténtico           | Diego Armando Maradona   | 3 de junio | 15:30   |
| Ateneo Mariano Moreno               | 1 - 1     | San Martín (El Bañado) | Primo Antonio Prevedello | 3 de junio | 16:00   |
| Los Sureños                         | 1 - 2     | Defensores de Esquiú   | Primo Antonio Prevedello | 4 de junio | 16:00   |
| Equipo Libre: Obreros de San Isidro |           |                        |                          |            |         |

| Fecha 9                     | Fecha 9   | Fecha 9                | Fecha 9                  | Fecha 9     | Fecha 9 |
| Local                       | Resultado | Visita                 | Estadio                  | Fecha       | Hora    |
| --------------------------- | --------- | ---------------------- | ------------------------ | ----------- | ------- |
| Las Pirquitas               | 1 - 3     | Coronel Daza           | Las Pirquitas            | 10 de junio | 15:30   |
| Defensores de Esquiú        | 0 - 0     | San Martín (El Bañado) | Defensores de Esquiú     | 10 de junio | 15:30   |
| La Merced                   | 4 - 1     | Ateneo Mariano Moreno  | Diego Armando Maradona   | 10 de junio | 15:30   |
| Social Rojas                | 2 - 0     | Los Sureños            | Primo Antonio Prevedello | 10 de junio | 16:15   |
| El Auténtico                | 0 - 2     | Obreros de San Isidro  | Primo Antonio Prevedello | 11 de junio | 16:15   |
| Equipo Libre: Villa Dolores |           |                        |                          |             |         |

| Fecha 10                   | Fecha 10  | Fecha 10              | Fecha 10                 | Fecha 10    | Fecha 10 |
| Local                      | Resultado | Visita                | Estadio                  | Fecha       | Hora     |
| -------------------------- | --------- | --------------------- | ------------------------ | ----------- | -------- |
| Villa Dolores              | 1 - 1     | El Auténtico          | Primo Antonio Prevedello | 16 de junio | 16:15    |
| Los Sureños                | 1 - 1     | Las Pirquitas         | Jorge César Vargas       | 16 de junio | 16:15    |
| Defensores de Esquiú       | 2 - 0     | Ateneo Mariano Moreno | Defensores de Esquiú     | 17 de junio | 15:30    |
| Obreros de San Isidro      | 2 - 2     | La Merced             | Jorge César Vargas       | 17 de junio | 16:15    |
| San Martín (El Bañado)     | 2 - 1     | Social Rojas          | Primo Antonio Prevedello | 17 de junio | 16:15    |
| Equipo Libre: Coronel Daza |           |                       |                          |             |          |

| Fecha 11                  | Fecha 11  | Fecha 11               | Fecha 11                 | Fecha 11    | Fecha 11 |
| Local                     | Resultado | Visita                 | Estadio                  | Fecha       | Hora     |
| ------------------------- | --------- | ---------------------- | ------------------------ | ----------- | -------- |
| El Auténtico              | 1 - 3     | Coronel Daza           | Primo Antonio Prevedello | 23 de junio | 16:15    |
| Social Rojas              | 1 - 0     | Defensores de Esquiú   | Primo Antonio Prevedello | 24 de junio | 15:30    |
| Las Pirquitas             | 2 - 3     | San Martín (El Bañado) | Las Pirquitas            | 24 de junio | 15:30    |
| La Merced                 | 4 - 3     | Villa Dolores          | Diego Armando Maradona   | 24 de junio | 15:30    |
| Ateneo Mariano Moreno     | 0 - 2     | Obreros de San Isidro  | Jorge César Vargas       | 24 de junio | 16:00    |
| Equipo Libre: Los Sureños |           |                        |                          |             |          |

#### Segunda rueda
| Fecha 12                             | Fecha 12  | Fecha 12             | Fecha 12                 | Fecha 12    | Fecha 12 |
| Local                                | Resultado | Visita               | Estadio                  | Fecha       | Hora     |
| ------------------------------------ | --------- | -------------------- | ------------------------ | ----------- | -------- |
| Ateneo Mariano Moreno                | 1 - 1     | Social Rojas         | Jorge César Vargas       | 30 de junio | 16:00    |
| El Auténtico                         | 1 - 1     | Los Sureños          | Primo Antonio Prevedello | 30 de junio | 16:15    |
| La Merced                            | 1 - 3     | Coronel Daza         | Diego Armando Maradona   | 1 de julio  | 15:30    |
| Las Pirquitas                        | 2 - 1     | Defensores de Esquiú | Las Pirquitas            | 1 de julio  | 15:30    |
| Obreros de San Isidro                | 4 - 1     | Villa Dolores        | Primo Antonio Prevedello | 2 de julio  | 15:30    |
| Equipo Libre: San Martín (El Bañado) |           |                      |                          |             |          |

| Fecha 13                           | Fecha 13  | Fecha 13              | Fecha 13                 | Fecha 13   | Fecha 13 |
| Local                              | Resultado | Visita                | Estadio                  | Fecha      | Hora     |
| ---------------------------------- | --------- | --------------------- | ------------------------ | ---------- | -------- |
| Villa Dolores                      | 2 - 2     | Ateneo Mariano Moreno | Primo Antonio Prevedello | 7 de julio | 16:15    |
| Los Sureños                        | 4 - 1     | La Merced             | Jorge César Vargas       | 7 de julio | 16:15    |
| Coronel Daza                       | 1 - 1     | Obreros de San Isidro | Jorge César Vargas       | 8 de julio | 15:30    |
| Social Rojas                       | 3 - 1     | Las Pirquitas         | Primo Antonio Prevedello | 8 de julio | 16:15    |
| San Martín (El Bañado)             | 3 - 1     | El Auténtico          | Primo Antonio Prevedello | 9 de julio | 16:15    |
| Equipo Libre: Defensores de Esquiú |           |                       |                          |            |          |

| Fecha 14                   | Fecha 14  | Fecha 14               | Fecha 14                 | Fecha 14    | Fecha 14 |
| Local                      | Resultado | Visita                 | Estadio                  | Fecha       | Hora     |
| -------------------------- | --------- | ---------------------- | ------------------------ | ----------- | -------- |
| Villa Dolores              | 5 - 2     | Coronel Daza           | Primo Antonio Prevedello | 14 de julio | 16:15    |
| La Merced                  | 2 - 3     | San Martín (El Bañado) | Diego Armando Maradona   | 15 de julio | 15:30    |
| El Auténtico               | 0 - 5     | Defensores de Esquiú   | Jorge César Vargas       | 15 de julio | 16:00    |
| Obreros de San Isidro      | 2 - 2     | Los Sureños            | Primo Antonio Prevedello | 15 de julio | 16:15    |
| Ateneo Mariano Moreno      | 3 - 1     | Las Pirquitas          | Primo Antonio Prevedello | 16 de julio | 16:15    |
| Equipo Libre: Social Rojas |           |                        |                          |             |          |

| Fecha 15                    | Fecha 15  | Fecha 15              | Fecha 15                 | Fecha 15    | Fecha 15 |
| Local                       | Resultado | Visita                | Estadio                  | Fecha       | Hora     |
| --------------------------- | --------- | --------------------- | ------------------------ | ----------- | -------- |
| Social Rojas                | 2 - 3     | El Auténtico          | Primo Antonio Prevedello | 21 de julio | 16:15    |
| Defensores de Esquiú        | 1 - 3     | La Merced             | Defensores de Esquiú     | 22 de julio | 15:45    |
| Coronel Daza                | 4 - 0     | Ateneo Mariano Moreno | Jorge César Vargas       | 22 de julio | 16:00    |
| Los Sureños                 | 1 - 3     | Villa Dolores         | Primo Antonio Prevedello | 22 de julio | 16:15    |
| San Martín (El Bañado)      | 1 - 1     | Obreros de San Isidro | Primo Antonio Prevedello | 23 de julio | 16:15    |
| Equipo Libre: Las Pirquitas |           |                       |                          |             |          |

| Fecha 16                            | Fecha 16  | Fecha 16               | Fecha 16                 | Fecha 16    | Fecha 16 |
| Local                               | Resultado | Visita                 | Estadio                  | Fecha       | Hora     |
| ----------------------------------- | --------- | ---------------------- | ------------------------ | ----------- | -------- |
| Villa Dolores                       | 4 - 0     | San Martín (El Bañado) | Primo Antonio Prevedello | 28 de julio | 14:15    |
| La Merced                           | 1 - 2     | Social Rojas           | Diego Armando Maradona   | 29 de julio | 15:30    |
| Coronel Daza                        | 2 - 0     | Los Sureños            | Jorge César Vargas       | 29 de julio | 16:00    |
| Obreros de San Isidro               | 4 - 1     | Defensores de Esquiú   | Primo Antonio Prevedello | 29 de julio | 16:15    |
| El Auténtico                        | 3 - 2     | Las Pirquitas          | Primo Antonio Prevedello | 30 de julio | 16:15    |
| Equipo Libre: Ateneo Mariano Moreno |           |                        |                          |             |          |

| Fecha 17                   | Fecha 17  | Fecha 17              | Fecha 17                 | Fecha 17     | Fecha 17 |
| Local                      | Resultado | Visita                | Estadio                  | Fecha        | Hora     |
| -------------------------- | --------- | --------------------- | ------------------------ | ------------ | -------- |
| Social Rojas               | 1 - 5     | Obreros de San Isidro | Primo Antonio Prevedello | 10 de agosto | 15:45    |
| San Martín (El Bañado)     | 1 - 0     | Coronel Daza          | Primo Antonio Prevedello | 11 de agosto | 16:15    |
| Los Sureños                | 5 - 1     | Ateneo Mariano Moreno | Primo Antonio Prevedello | 12 de agosto | 14:15    |
| Defensores de Esquiú       | 1 - 2     | Villa Dolores         | Defensores de Esquiú     | 12 de agosto | 15:45    |
| Las Pirquitas              | 3 - 6     | La Merced             | Las Pirquitas            | 12 de agosto | 15:45    |
| Equipo Libre: El Auténtico |           |                       |                          |              |          |

| Fecha 18                | Fecha 18  | Fecha 18               | Fecha 18                 | Fecha 18     | Fecha 18 |
| Local                   | Resultado | Visita                 | Estadio                  | Fecha        | Hora     |
| ----------------------- | --------- | ---------------------- | ------------------------ | ------------ | -------- |
| Villa Dolores           | 0 - 1     | Social Rojas           | Primo Antonio Prevedello | 18 de agosto | 16:15    |
| Coronel Daza            | 1 - 1     | Defensores de Esquiú   | Jorge César Vargas       | 19 de agosto | 15:45    |
| Los Sureños             | 1 - 2     | San Martín (El Bañado) | Primo Antonio Prevedello | 19 de agosto | 16:15    |
| Ateneo Mariano Moreno   | 0 - 1     | El Auténtico           | Primo Antonio Prevedello | 20 de agosto | 16:15    |
| Obreros de San Isidro   | 4 - 1     | Las Pirquitas          | Primo Antonio Prevedello | 21 de agosto | 16:15    |
| Equipo Libre: La Merced |           |                        |                          |              |          |

| Fecha 19                            | Fecha 19  | Fecha 19              | Fecha 19                 | Fecha 19     | Fecha 19 |
| Local                               | Resultado | Visita                | Estadio                  | Fecha        | Hora     |
| ----------------------------------- | --------- | --------------------- | ------------------------ | ------------ | -------- |
| Las Pirquitas                       | 2 - 4     | Villa Dolores         | Las Pirquitas            | 25 de agosto | 15:45    |
| El Auténtico                        | 2 - 3     | La Merced             | Primo Antonio Prevedello | 25 de agosto | 16:15    |
| San Martín (El Bañado)              | 1 - 2     | Ateneo Mariano Moreno | Primo Antonio Prevedello | 26 de agosto | 16:15    |
| Defensores de Esquiú                | 2 - 0     | Los Sureños           | Defensores de Esquiú     | 26 de agosto | 16:15    |
| Social Rojas                        | 0 - 3     | Coronel Daza          | Primo Antonio Prevedello | 27 de agosto | 16:15    |
| Equipo Libre: Obreros de San Isidro |           |                       |                          |              |          |

| Fecha 20                    | Fecha 20  | Fecha 20             | Fecha 20                 | Fecha 20        | Fecha 20 |
| Local                       | Resultado | Visita               | Estadio                  | Fecha           | Hora     |
| --------------------------- | --------- | -------------------- | ------------------------ | --------------- | -------- |
| Ateneo Mariano Moreno       | 7 - 2     | La Merced            | Primo Antonio Prevedello | 1 de septiembre | 16:15    |
| Los Sureños                 | 2 - 1     | Social Rojas         | Jorge César Vargas       | 1 de septiembre | 16:15    |
| Coronel Daza                | 2 - 0     | Las Pirquitas        | Jorge César Vargas       | 2 de septiembre | 16:00    |
| San Martín (El Bañado)      | 1 - 0     | Defensores de Esquiú | Primo Antonio Prevedello | 2 de septiembre | 16:15    |
| Obreros de San Isidro       | 1 - 1     | El Auténtico         | Primo Antonio Prevedello | 3 de septiembre | 16:15    |
| Equipo Libre: Villa Dolores |           |                      |                          |                 |          |

| Fecha 21                   | Fecha 21  | Fecha 21               | Fecha 21                 | Fecha 21         | Fecha 21 |
| Local                      | Resultado | Visita                 | Estadio                  | Fecha            | Hora     |
| -------------------------- | --------- | ---------------------- | ------------------------ | ---------------- | -------- |
| Ateneo Mariano Moreno      | 1 - 2     | Defensores de Esquiú   | Primo Antonio Prevedello | 8 de septiembre  | 16:15    |
| Las Pirquitas              | 1 - 1     | Los Sureños            | Las Pirquitas            | 9 de septiembre  | 16:00    |
| La Merced                  | 2 - 7     | Obreros de San Isidro  | Diego Armando Maradona   | 9 de septiembre  | 16:00    |
| Social Rojas               | 1 - 2     | San Martín (El Bañado) | Primo Antonio Prevedello | 9 de septiembre  | 16:15    |
| El Auténtico               | 0 - 0     | Villa Dolores          | Primo Antonio Prevedello | 10 de septiembre | 14:15    |
| Equipo Libre: Coronel Daza |           |                        |                          |                  |          |

| Fecha 22                  | Fecha 22  | Fecha 22              | Fecha 22                 | Fecha 22         | Fecha 22 |
| Local                     | Resultado | Visita                | Estadio                  | Fecha            | Hora     |
| ------------------------- | --------- | --------------------- | ------------------------ | ---------------- | -------- |
| Villa Dolores             | 3 - 4     | La Merced             | Primo Antonio Prevedello | 15 de septiembre | 16:30    |
| Defensores de Esquiú      | 2 - 0     | Social Rojas          | Defensores de Esquiú     | 15 de septiembre | 16:30    |
| Obreros de San Isidro     | 1 - 0     | Ateneo Mariano Moreno | Defensores de Esquiú     | 16 de septiembre | 16:30    |
| Coronel Daza              | 2 - 1     | El Auténtico          | Jorge César Vargas       | 16 de septiembre | 16:30    |
| San Martín (El Bañado)    | 3 - 0     | Las Pirquitas         | Primo Antonio Prevedello | 16 de septiembre | 16:30    |
| Equipo Libre: Los Sureños |           |                       |                          |                  |          |

| 1. 2. |

|                                          |
| Club Atlético San Martín (El Bañado)     |
| Campeón Torneo Anual Clasificatorio 2023 |

## Tabla de Promedios
| Pos. | Equipo                  | Promedio | 2021 | 2022 | 2023 | Total | PJ |
| ---- | ----------------------- | -------- | ---- | ---- | ---- | ----- | -- |
| 1.º  | Coronel Daza            | 2.286    | 21   | 51   | 40   | 112   | 49 |
| 2.º  | San Martín (El Bañado)  | 1.980    | 16   | 41   | 40   | 97    | 49 |
| 3.º  | Obreros de San Isidro   | 1.800    | -    | -    | 36   | 36    | 20 |
| 4.º  | Sportivo Villa Dolores  | 1.650    | -    | -    | 33   | 33    | 20 |
| 5.º  | Deportivo La Merced     | 1.449    | 7    | 36   | 28   | 71    | 49 |
| 6.º  | Defensores de Esquiú    | 1.327    | 18   | 18   | 29   | 65    | 49 |
| 7.º  | Los Sureños             | 1.245    | 11   | 22   | 28   | 61    | 49 |
| 8.º  | Social Rojas            | 1.224    | 7    | 27   | 26   | 60    | 49 |
| 9.º  | El Auténtico            | 1.041    | 10   | 20   | 21   | 51    | 49 |
| 10.º | Ateneo Mariano Moreno   | 1,000    | 13   | 24   | 12   | 49    | 49 |
| 11.º | Deportivo Las Pirquitas | 0.850    | -    | 24   | 10   | 34    | 40 |

|  | Descendió a la Primera B 2024. |

| 1. |

## Petit Torneo

### Cuadro de desarrollo
|  | Semifinales           | Semifinales           |             |                       | Final            | Final            |  |
|  | 23 y 24 de septiembre | 23 y 24 de septiembre |             |                       | 30 de septiembre | 30 de septiembre |  |
|  |                       |                       |             |                       |                  |                  |  |
|  |                       |                       |             |                       |                  |                  |  |
|  | Obreros de San Isidro | 2                     |             |                       |                  |                  |  |
|  | Obreros de San Isidro | 2                     |             |                       |                  |                  |  |
|  | Defensores de Esquiú  | 0                     |             |                       |                  |                  |  |
|  | Defensores de Esquiú  | 0                     |             | Obreros de San Isidro | 2                |                  |  |
|  |                       |                       |             | Obreros de San Isidro | 2                |                  |  |
|  |                       |                       | Los Sureños | 0                     |                  |                  |  |
|  | Los Sureños           | 1 (3)                 | Los Sureños | 0                     |                  |                  |  |
|  | Los Sureños           | 1 (3)                 |             |                       |                  |                  |  |
|  | Deportivo La Merced   | 1 (2)                 |             |                       |                  |                  |  |
|  | Deportivo La Merced   | 1 (2)                 |             |                       |                  |                  |  |
|  |                       |                       |             |                       |                  |                  |  |

### Semifinales
| 23 de septiembre, 16:30 | Obreros de San Isidro             | 2 - 0   | Defensores de Esquiú | Primo Antonio Prevedello, San Isidro |                          |
|                         | José Segura 21' · Ulises Vega 39' | Reporte |                      | Árbitro(s): Carlos Jerez             | Árbitro(s): Carlos Jerez |

| 24 de septiembre, 16:30 | Los Sureños                                                                   | 1 - 1 (3:2 p.)             | Deportivo La Merced                                                                        | Primo Antonio Prevedello, San Isidro |                         |
|                         | Luis Moya 66' (pen.)                                                          |                            | 45+1' (pen.) Thiago Roldán                                                                 | Árbitro(s): Carlos Díaz              | Árbitro(s): Carlos Díaz |
|                         |                                                                               | Tiros desde el punto penal |                                                                                            |                                      |                         |
|                         | Enzo Varela · Maximiliano Seco · Maximiliano Sosa · Rafael Burgos · Luis Moya |                            | Thiago Roldán · Darío de La Vega · Facundo Carrizo · Maximiliano Silva · Rodrigo Santillán |                                      |                         |

### Final
| 30 de septiembre, 16:30                                    | Obreros de San Isidro                 | 2 - 0   | Los Sureños | Primo Antonio Prevedello, San Isidro |                                      |
|                                                            | Ulises Ciarez 58' · Braian Cano 90+3' | Reporte |             | Árbitro(s): Maximiliano Silcán Jerez | Árbitro(s): Maximiliano Silcán Jerez |
| Obreros de San Isidro clasificó al Torneo Provincial 2024. |                                       |         |             |                                      |                                      |

## Estadísticas

### Goleadores
| Jugador               | Equipo                | Goles |
| --------------------- | --------------------- | ----- |
| Luciano Bazán         | Obreros de San Isidro | 22    |
| Sergio Damián Lencina | La Merced             | 19    |
| Ángel Bustamante      | Coronel Daza          | 13    |

| Fernando Flores         | Ateneo Mariano Moreno  | 12 |
| Saúl Castro             | San Martín (El Bañado) | 12 |
| Maximiliano Seco        | Los Sureños            | 9  |
| Roberto Saquilán        | Villa Dolores          | 9  |
| Franco Carreño          | Coronel Daza           | 8  |
| Alan Díaz Coria         | Villa Dolores          | 7  |
| Braian Cano             | Obreros de San Isidro  | 7  |
| Facundo Villafañe Luján | San Martín (El Bañado) | 7  |
| Maximiliano Artero      | Villa Dolores          | 7  |
| Ignacio Hidalgo         | Las Pirquitas          | 6  |
| Miguel Vergara          | Ateneo Mariano Moreno  | 6  |
| Tomás Soria             | Villa Dolores          | 6  |
| Wilson Moreno           | Coronel Daza           | 6  |
| Ángel Ibáñez            | Social Rojas           | 5  |
| Erick Martínez Acosta   | Defensores de Esquiú   | 5  |
| Franco Agüero           | La Merced              | 5  |
| Luis Romano             | Social Rojas           | 5  |
| Sergio Álamo            | Las Pirquitas          | 5  |
| Agustín Canil           | Social Rojas           | 4  |
| Cristian Luján          | El Auténtico           | 4  |
| Cristian Moreno         | Coronel Daza           | 4  |
| Facundo Torres          | Obreros de San Isidro  | 4  |
| Francisco Coronel       | La Merced              | 4  |
| Gabriel Ibáñez          | Social Rojas           | 4  |
| Juan Cruz Tapia         | San Martín (El Bañado) | 4  |
| Lucas Rivas             | Coronel Daza           | 4  |
| Lucas Sosa              | Defensores de Esquiú   | 4  |
| Luis Giménez            | El Auténtico           | 4  |
| Luis Moya               | Los Sureños            | 4  |
| Maximiliano Silva       | La Merced              | 4  |
| Santiago Torres         | Obreros de San Isidro  | 4  |
| Thiago Roldán           | La Merced              | 4  |
| Thiago Varela           | Defensores de Esquiú   | 4  |
| Ulises Ciarez           | Obreros de San Isidro  | 4  |
| Darío de La Vega        | La Merced              | 3  |
| Enzo Varela             | Los Sureños            | 3  |
| Gastón Vega             | Defensores de Esquiú   | 3  |
| Hoel Ibáñez             | Coronel Daza           | 3  |
| Jeremías Bustamante     | Las Pirquitas          | 3  |
| Jorge Soria             | El Auténtico           | 3  |
| José María Juárez       | El Auténtico           | 3  |
| Pablo Chazampi          | Defensores de Esquiú   | 3  |
| Williams Ramírez        | El Auténtico           | 3  |
| Alexander Pacheco       | Los Sureños            | 2  |
| Ángel Fiad              | Los Sureños            | 2  |
| Arnaldo Acosta          | La Merced              | 2  |
| Augusto Varela          | Defensores de Esquiú   | 2  |
| Axel Sosa               | El Auténtico           | 2  |
| Celso Ciarez            | Obreros de San Isidro  | 2  |
| Claudio Coronel         | La Merced              | 2  |
| Diego Ledesma           | Social Rojas           | 2  |
| Dylan Morel             | Defensores de Esquiú   | 2  |
| Emmanuel Martel Medina  | Ateneo Mariano Moreno  | 2  |
| Enrique Moreira         | Villa Dolores          | 2  |
| Enzo Segura             | San Martín (El Bañado) | 2  |
| Gabriel Barrientos      | Los Sureños            | 2  |
| Gastón Valdez           | Las Pirquitas          | 2  |
| Jonathan Barrientos     | Los Sureños            | 2  |
| Jorge Olas González     | El Auténtico           | 2  |
| José Segura             | Defensores de Esquiú   | 2  |
| Leonardo Ponce          | Villa Dolores          | 2  |
| Lucas Avellaneda        | Obreros de San Isidro  | 2  |
| Luciano Castro          | Defensores de Esquiú   | 2  |
| Mario Manera            | Las Pirquitas          | 2  |
| Mateo Jalil Perea       | Villa Dolores          | 2  |
| Nazareno Ríos Varela    | San Martín (El Bañado) | 2  |
| Nicolás Ibáñez          | Social Rojas           | 2  |
| Octavio Cabrera         | San Martín (El Bañado) | 2  |
| Santiago Ybáñez         | El Auténtico           | 2  |
| Thiago Cardozo          | Villa Dolores          | 2  |
| William Miranda         | Los Sureños            | 2  |
| Alexis Bazán            | Los Sureños            | 1  |
| Andrés Arroyo           | Defensores de Esquiú   | 1  |
| Antonio Ramírez         | Ateneo Mariano Moreno  | 1  |
| Carlos Hidalgo          | Las Pirquitas          | 1  |
| César Ferreyra          | Ateneo Mariano Moreno  | 1  |
| Claudio González        | El Auténtico           | 1  |
| Cristian Herrera        | Coronel Daza           | 1  |
| Daniel Molina           | Social Rojas           | 1  |
| Diego Avellaneda        | Obreros de San Isidro  | 1  |
| Fabián Martínez         | Las Pirquitas          | 1  |
| Facundo Carrizo         | La Merced              | 1  |
| Federico Berrondo       | Ateneo Mariano Moreno  | 1  |
| Felipe Castro           | Defensores de Esquiú   | 1  |
| Fernando Soria          | Ateneo Mariano Moreno  | 1  |
| Franco Ibáñez           | Defensores de Esquiú   | 1  |
| Gabriel Cano            | San Martín (El Bañado) | 1  |
| Gabriel Carreño         | Coronel Daza           | 1  |
| Gabriel Navarro         | Ateneo Mariano Moreno  | 1  |
| Gonzalo Castro          | Las Pirquitas          | 1  |
| Gustavo Villafañe       | Villa Dolores          | 1  |
| Héctor Vargas           | Social Rojas           | 1  |
| Jaime Santillán         | El Auténtico           | 1  |
| Joaquín Arias Figueroa  | Los Sureños            | 1  |
| Jonathan Carrizo        | Ateneo Mariano Moreno  | 1  |
| Jonathan Rinaudo        | Social Rojas           | 1  |
| Julio Carrizo           | San Martín (El Bañado) | 1  |
| Leonardo Barrientos     | Los Sureños            | 1  |
| Luca Cucchetti          | Coronel Daza           | 1  |
| Luis Rodríguez          | El Auténtico           | 1  |
| Marcelo Carrasco        | Las Pirquitas          | 1  |
| Marcos Mercado          | Las Pirquitas          | 1  |
| Mario Seco              | Los Sureños            | 1  |
| Mayco Ibáñez            | Coronel Daza           | 1  |
| Narciso Varela          | Defensores de Esquiú   | 1  |
| Nelson Sánchez          | Social Rojas           | 1  |
| Renzo Salcedo Cabral    | Ateneo Mariano Moreno  | 1  |
| Robertino Bracamonte    | Villa Dolores          | 1  |
| Roberto Arch            | Los Sureños            | 1  |
| Rodrigo Córdoba         | Ateneo Mariano Moreno  | 1  |
| Sergio Acosta           | San Martín (El Bañado) | 1  |
| Thiago Barrionuevo      | El Auténtico           | 1  |

### Autogoles
| Jugador           | Equipo                | Anot. | Jornada  |
| ----------------- | --------------------- | ----- | -------- |
| Franco Agüero     | La Merced             | 1     | Fecha 19 |
| Tomás Soria       | Villa Dolores         | 1     | Fecha 19 |
| Federico Berrondo | Ateneo Mariano Moreno | 1     | Fecha 21 |